# Османська Зейла
Османська Зейла була регіоном, зосередженим навколо Зейли, який періодично перебував під османським контролем між 16 і 19 століттями.

## Історія
З 1840 до 1855 року губернатором Зейли був Хаджі Ширмарке. Хоча до нього губернаторство було спадковим і призначалося Саїдам, його підйом був пов’язаний із впливом і багатством, яке він придбав завдяки своїй кар’єрі капітана тренувального судна. Він отримав цю посаду також частково завдяки вдячності Великої Британії за захист екіпажу брига «Мері Енн», атакованого біля Бербери в 1825 році  .

## Дивитися також
- Історія Сомалі
- Список сунітських мусульманських династій